# Đền Mây
Đền Mây còn gọi là đền Đằng Châu là một di tích quốc gia thuộc quần thể di tích Phố Hiến đã được xếp hạng di tích quốc gia đặc biệt. Đền nằm bên sông Hồng, cạnh bến đò Mây xưa thuộc xã Đằng Châu, nay là phường Lam Sơn, thành phố Hưng Yên, nơi đã được dân gian ca ngợi "Trăm cảnh nghìn cảnh không bằng Bến Lảnh, Đò Mây". Đền Mây cũng như chùa Chuông ở phố Hiến là hai di tích nổi tiếng vì còn lưu giữ được phong cách kiến trúc thuần Việt. Đền Mây là nơi thờ tướng quân Phạm Bạch Hổ thời 12 sứ quân (tức Phạm Phòng Át), một vị tướng để lại nhiều dấu ấn qua các thời kì: nhà Ngô, loạn 12 sứ quân và nhà Đinh.

## Lịch sử

### Đằng Châu
Địa danh Đằng Châu có từ thời Bắc Thuộc. Năm 1005, Nhà Tiền Lê đổi Đằng Châu thành phủ Thái Bình. Vùng đất thuộc tỉnh Hưng Yên ngày nay. 
Đằng Châu vốn là một căn cứ quân sự, nơi đóng quân của tướng Phạm Bạch Hổ thời 12 sứ quân
Hiện nay chỉ còn địa danh làng Đằng Châu, phường Lam Sơn, thành phố Hưng Yên.

### Tướng quân Phạm Bạch Hổ
Theo “Đại Nam nhất thống chí”, Phạm Bạch Hổ sinh ngày 10 tháng 1 năm Canh Ngọ (910), thân phụ là Phạm Lệnh Công người lộ Nam Sách Giang (nay là Kim Thành- Hải Dương). Lệnh Công có tiệm buôn lớn ở Đằng Châu - Kim Động - Hưng Yên (nay là Xích Đằng - Lam Sơn - Hưng Yên).
Theo thần tích xã Đằng Châu, thân mẫu tướng quân Phạm Bạch Hổ một hôm đi chợ về, qua làng Đằng Châu, gặp mưa to gió lớn, phải trú vào ngôi miếu, thấy ánh hào quang rực sáng, liền đó gặp hổ trắng hiện lên. Bà kinh hãi ngất đi, tỉnh lại trời đã tạnh. Sau bà về có mang, sinh ông ngày 10 tháng 1 năm Canh Ngọ (922), đặt tên là Phạm Bạch Hổ. Tráng niên, Bạch Hồ theo Ngô Quyền có tài thao lược, trừng trị Kiều Công Tiễn và đánh quân xâm lược Nam Hán. Đất nước thanh bình, ông xin Ngô Quyền về đất cũ Đằng Châu khai hoang lập ấp. Năm 965, 12 sứ quân nổi lên chiếm giữ các vùng. Phạm Bạch Hổ (xưng Phạm Phòng Át) chiếm giữ Châu Đằng trong ba năm (965 - 967). Đinh Bộ Lĩnh thu phục 12 sứ quân, chấm dứt tình trạng cát cứ. Cảm phục tài đức của Đinh Bộ Lĩnh, Phạm Phòng Át đem quân theo về, được vua Đinh phong chức Thân vệ tướng quân, luôn được vua trọng dụng. Vào ngày Rằm tháng 11, có một đám mây vàng sà xuống dinh Bạch Hổ. Ông theo mây vàng mà bay đi. Dân Đằng Châu nhớ ơn công đức, tôn ông là Vua Mây và xây miếu thờ ông gọi là Đền Mây. Ở làng Ngọc Đồng, huyện Kim Động xây lăng thờ ông, vì thế trong dân gian có câu: "Miếu làng Đằng, lăng làng Đồng".

### Lịch sử đền Mây
Các ghi chép để lại đều cho rằng đền Mây được xây dựng từ thời nhà Đinh. Tương truyền đền thần rất linh thiêng. Cuốn “Việt điện u linh” khi nói đến thần thổ địa ở Đằng Châu - Hưng Yên có chép: xưa Vua Lê Long Đĩnh khi chưa lên ngôi, có thực ấp ở Đằng Châu, thường bơi thuyền dạo chơi. Một hôm thuyền đang trên sông bỗng mây kéo đến tối sầm, gió thổi rất mạnh, mưa to sắp đổ xuống, Long Đĩnh tìm nơi trú ẩn, thấy trên bờ sông có đền, mới hỏi người làng: “Đền thờ thần gì”, người làng thưa: “đây là đền thờ thần thổ địa”, Vương hỏi “có thiêng không?” thưa rằng “đây là chỗ dựa của một châu, lễ cầu mưa, cầu tạnh đều rất ứng”. Vương bèn nói to lên rằng: "Nếu thần khiến được mưa gió thì nay thử khiến cho bên này sông tạnh, bên kia sông mưa. Thế mới thật là thiêng!”. Nói xong quả nhiên nửa sông bên kia mưa rất to, nửa sông bên này chỉ có gió mát. Long Đĩnh không bị ướt, lấy làm lạ mới sai tu bổ đền thờ.
Trải qua thời gian, Đền Mây đã được trùng tu, tu sửa nhiều lần. Ngày nay, kiến trúc ngôi đền vẫn mang đặc trưng nghệ thuật chạm khắc thời Hậu Lê và thời Nguyễn.

## Kiến trúc
Đền Mây được xây dựng kiểu chữ Tam gồm: tiền tế, trung từ và hậu cung. Văn bia ở đền cho biết: Đền được xây dựng vào thời nhà Đinh, tu sửa vào thời Lê. Đến Thiệu Trị năm thứ 4 (1884) nhân dân dựa theo quy mô cũ mà sửa lại... Đến năm 1898 dân đồng tâm hiệp lực tu bổ lại ngôi đền, mùa xuân năm sau hoàn thành. Ngôi đền linh thiêng nổi tiếng xứ Sơn Nam, chiến tích xa rồi nhưng sự linh ứng và tiếng thơm vẫn lưu truyền mãi.

### Tiền tế
Toà tiền tế với 3 gian được làm kiểu tường hồi bít đốc, mái lợp ngói mũi. Chính giữa toà tiền tế treo bức đại tự khảm trai có ghi hàng chữ “Thái Bình vương Phủ”. Dân gian coi Vua Mây là Vua của khu vực Thái Bình xưa. Các gian bên treo các bức hoành phi có ghi: “Phúc dẫn Đằng lưu” (Sông Đằng dẫn phúc); “Anh phi Châu quận” (Bậc anh tài ở quận Châu) và "Bán giang lĩnh tích” (Nửa dòng sông còn in dấu tích).
Nhà tiền tế còn bức chạm khảm trai lưu bút tích của Tiến sĩ Chu Mạnh Trinh, làm án sát xứ Hưng Yên, viết năm Mậu Tuất (1898) (dịch nghĩa):
"Ngoảnh đầu nhìn lại, nghìn năm đất nước đã thay đổi nhiều.
Sự ngưỡng vọng tế lễ còn ở bảy mươi đền miếu."

### Trung từ
Trung từ là nơi thờ 4 vị quan văn võ của vua Mây Phạm Bạch Hổ. Trung từ gồm 5 gian, nằm nối với tiền tế nhưng nền nhà cao hơn. Trung từ có kết cấu kiểu vì giá chiêng, với hệ thống cột gỗ lim vững chắc kê trên chân tảng đá lớn hình quả bồng để nâng đỡ mái. Hai bên cột treo đôi câu đối ca ngợi công lao của tướng quân.
"Bá chủ hùng đồ thập nhị sơn hà dư cổ luỹ
Thần cao linh khí bán phân tinh vũ thử tiền giang".
Tạm dịch:
"Anh hùng bá chủ một vùng, non nước phân chia 12 sứ quân
Linh thiêng hiển hiện của thần, khúc sông này nửa phân mưa nắng".

### Hậu cung
Hậu cung đền Mây gồm 3 gian, kết cấu vì chồng rường đơn giản, không chạm trổ hoa văn. Trong đền còn lưu giữ 27 pho tượng, hầu hết được tạo tác từ thời Lê, hai cỗ kiệu bát cống và một lư hương đồng rất quý.
Hậu cung đền Mây có tượng tướng quân Phạm Phòng Át, thân mẫu và phu nhân tướng quân và con trai ông với vai trò là hoàng tử. Các tượng được tạc rất sống động. Thời 12 sứ quân, Phạm Bạch Hổ được coi như vị Vua cai quản vùng xứ Đông rộng lớn gồm cả Hải Dương, Hưng Yên, Hải Phòng ngày nay. Tượng ông được tạc với tư thế oai phong, gian trung từ có tượng bốn vị văn võ đã cùng Phạm Phòng Át khai phá, xây dựng cơ nghiệp, kích thước bằng người thật, thể hiện sự phát triển đến đỉnh cao của nghệ thuật điêu khắc thế kỷ XVIII qua bàn tay vàng của nghệ nhân dân gian.
Đền Mây còn lưu giữ các bức đại tự, khảm trai, kiệu bát cống, bia đá và 23 bản sắc phong của các vua triều Lê - Nguyễn. Trong sáu tấm bia đá, giá trị nhất là bia khắc bài "Đặng Châu từ phụng ký" của Tuần phủ Hưng Yên Phạm Văn Toán làm năm thứ 11 (1899) triều vua Thành Thái, đã từng cùng Thống chế Hoàng Kế Viêm đánh Pháp ở trận Cầu Giấy, giết tướng giặc F.Garnie (1873), được triều đình trọng dụng, phong chức Trung phụng đại phu Tham tri Bộ binh, Phó đô ngự sử Viện Đô sát. Nhân dịp Đền Mây được trùng tu, ông đã dâng bài văn bia ca ngợi công đức của Phạm Phòng Át.

## Lễ hội đền Mây
Lễ hội đền Mây được tổ chức hàng năm ở hai thời điểm khác nhau: Tháng Giêng từ ngày mồng 8 đến ngày 16 (âm lịch) là lễ hội kỷ niệm ngày sinh; từ ngày 12 đến ngày 18 tháng 11 (âm lịch) là lễ hội kỷ niệm ngày hoá của tướng quân Phạm Bạch Hổ. Ngoài ra, Từ 16 đến 24 tháng Sáu là ngày kỵ thân mẫu Phạm Bạch Hổ.
Trong lễ hội ngoài tế lễ còn diễn ra phần hội với nhiều trò chơi truyền thống mang đậm nét văn hoá của cư dân Bắc Bộ như: đấu vật, múa lân, hát trống quân, múa rối nước, đánh cờ…